# Чован, Кальман
Кальман Чован (венг. Chován Kálmán; 18 января 1852 года, Сарваш — 16 марта 1928 года, Будапешт) — венгерский пианист, композитор, музыкальный педагог.

## Биография
Начал учиться музыке у своего отца, городского органиста и хормейстера, затем получил профессиональное образование в Вене. С 1876 года преподавал в Вене в Клавирной школе Хорака. Затем вернулся в Венгрию и в 1889—1916 годах вёл фортепианный класс в Музыкальной академии Ференца Листа, где среди его учеников был, в частности, Тивадар Санто. Совместно с Арпадом Сенди разработал систематический курс обучения фортепиано для академии.

## Творчество
Автор клавирных сочинений дидактического характера.

## Память
С 1990 г. имя Чована носит школа искусств в его родном городе.